# Guatteria moralesi
Guatteria moralesi là loài thực vật có hoa thuộc họ Na. Loài này được (Maza) Urb. mô tả khoa học đầu tiên năm 1905.